# غيلبرت ألين ماكنزي
غيلبرت ألين ماكنزي (بالإنجليزية: Gilbert Allen McKenzie)‏ هو فنان نيوزيلندي، ولد في 27 مايو 1915، وتوفي في 26 مايو 1941.